# Kaasmarkt (Nederland)

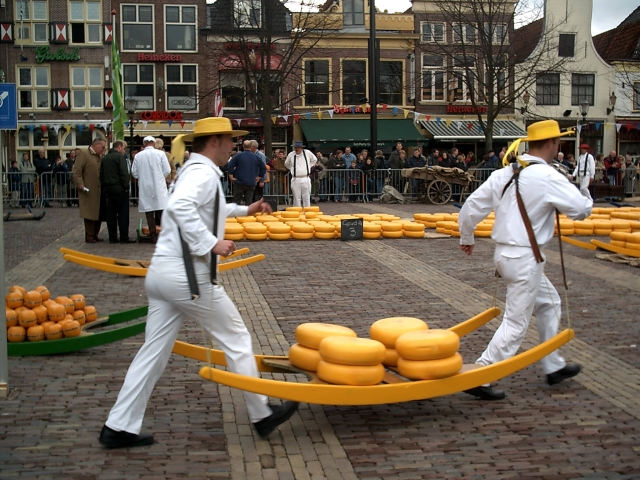
Kaasmarkt in Alkmaar in 2004

Er zijn nog vier kaasmarkten in Nederland, namelijk in Alkmaar, Edam, Gouda en Woerden. Op de markten in Gouda en Woerden wordt nog echt gehandeld tussen de kaasboeren uit de regio en groothandelaren. De overige kaasmarkten zijn toeristische demonstraties of reconstructies uit vroegere tijden. Ze worden omringd met kramen die traditionele Nederlandse zaken verkopen, zoals klompen en natuurlijk kaas.

## Alkmaar
De kaasmarkt in Alkmaar is elke vrijdagochtend in de periode van april tot en met september. Er is uitleg in verschillende talen: Nederlands, Duits, Engels, Frans en Spaans. Er zijn vier vemen (ploegen te herkennen aan de kleur van het lint rond de strooien hoed) van kaasdragers die zich bezighouden met het aan- en afvoeren van de platte, Zuid-Hollandse (Goudse) kaas. De kazen worden geproefd, gekeurd, gekocht en gewogen in en om de Waag. Meestal worden rond de 8 kazen per berrie (draagbaar) aangevoerd, dit weegt samen rond 160 kilo, door twee kaasdragers. De prijs van de kaas wordt bepaald bij handslag. In het verleden werd er hoofdzakelijk Noord-Hollandse (Edammer) kaas verhandeld. 

## Edam
Een bekende kaasmarkt in Nederland is de kaasmarkt van Edam. Een van de populairste kazen, Edammer kaas ontleent zijn naam aan deze stad. In 1573 kreeg de stad het eeuwigdurend recht tot het houden van de Kaaswaag van prins Willem van Oranje, als dank voor de goede samenwerking tijdens het beleg van Alkmaar. De kazen worden aangevoerd met wagens en boten, het evenement vindt in juli en augustus elke woensdagmorgen plaats.

## Hoorn
De kaasmarkt van Hoorn werd in juni 2007 ter gelegenheid van het 650-jarig bestaan van de stad Hoorn in ere hersteld. De markt werd na de coronacrisis niet meer heropend. Het gebeuren vond vanaf half juni tot begin september elke donderdag plaats. Er zijn ook optredens van Westfriese dansgroepen. De uitleg is in het Nederlands, Duits en Engels. De kaas wordt van en naar de Roode Steen aan- en afgevoerd met wagens die voortgetrokken worden door paarden. De kaasdragers zorgen voor de aan- en afvoer van de kaas op de Roode Steen. De deelnemers figureren als kaaszetters, kaasmeisjes, marktmeester, kaasdragers, kaashandelaars en boeren.

## Gouda

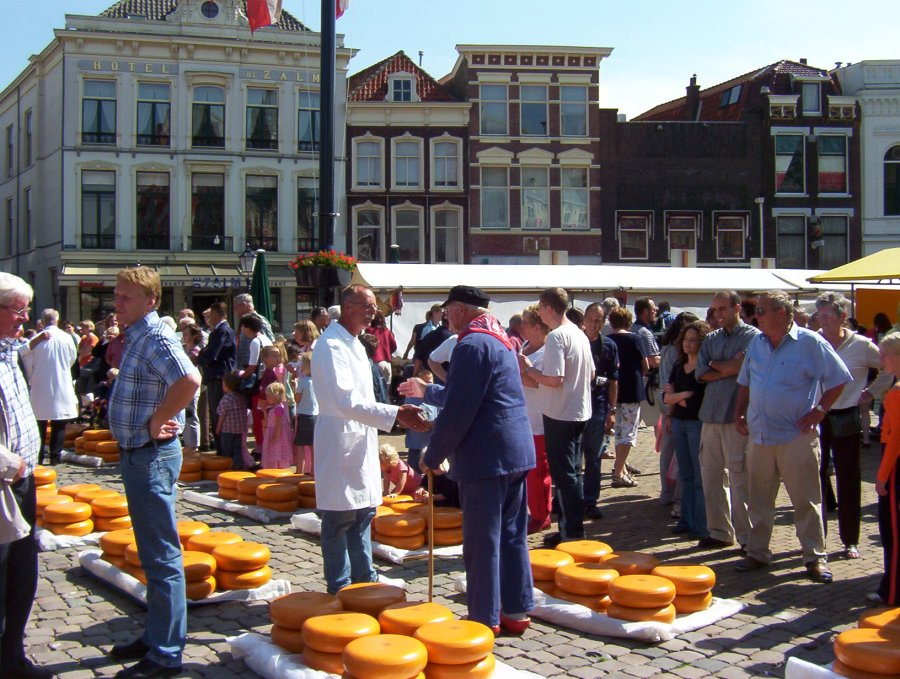
Kaashandel per handslag in Gouda

Van begin april tot eind augustus wordt al drie eeuwen lang in Gouda de bekende Goudse kaas verhandeld op de Goudse kaasmarkt, vlak voor De Waag. De markt vindt plaats op donderdagochtend. Boeren uit de regio brengen hun kazen met door paarden getrokken kaasbrikken naar de markt, waar ze worden gewogen, gekeurd en verkocht. Deze platronde, wielvormige kaas weegt minstens 15 kg per stuk. Tijdens de kaasmarkt is er ook  weekmarkt en er zijn ambachtelijke werklieden die laten zien hoe men vroeger onder andere klompen, karnemelk en kaarsen maakte.

## Woerden
Sinds 1885 wordt elke zaterdagochtend een kaasmarkt in Woerden gehouden. Er ontstaat een haastige handel en een traditioneel handjeklap, tussen de kaasboeren uit de regio en de marktmeester. Prijzen worden op de authentieke kaasbel geschreven. Dit is een echte kaasmarkt voor kaasboeren uit de regio en tevens een toeristische trekpleister.
Op de laatste zaterdag van de schoolvakantie van Midden-Nederland wordt een historische kaasmarkt gehouden in Woerden. Veel mensen nemen de kans waar om in klederdracht te verschijnen.
Elk jaar wordt op de eerste zaterdag van juni de eerste graskaas gepresenteerd. De allereerste graskaas wordt geveild. Na het veilen van de eerste graskaas wordt een 125 kilogram zware kaas geveild voor een goed doel. Deze kaas is zo groot als het wiel van een tractor.